# Archithremma ulachensis
Archithremma ulachensis är en nattsländeart som beskrevs av Martynov 1935. Archithremma ulachensis ingår i släktet Archithremma och familjen grusrörsnattsländor. Inga underarter finns listade i Catalogue of Life.